# Hepojärvi (sjö i Varkaus, Norra Savolax)
Hepojärvi är en sjö i kommunen Varkaus i landskapet Norra Savolax i Finland. Sjön ligger 76,4 meter över havet. Den är 16,52 meter djup. Arean är 72 hektar och strandlinjen är 5,23 kilometer lång. Sjön  ingår i Vuoksens huvudavrinningsområde.   Den ligger omkring 85 kilometer sydöst om Kuopio och omkring 300 kilometer nordöst om Helsingfors. 